# Зехра Деович
Зехра Деович (9 грудня 1938 року — 30 жовтня 2015 року) — боснійська народна співачка севдалінки, одна з провідних співачок 1960-х і 1970-х років у Югославії

## Біографія
Зехра Деович народилась 9 грудня 1938 року у Фочі, Королівство Югославія (сучасна Боснія і Герцеговина), у родині боснійців Халіма та Абіди Деовичів. Її батька вбили у 1941 році. Зехра переїхала як біженка до Сараєва в 1943 році разом з мамою та двома братами й сестрами. Через три роки вони повернулися до Фочи.

## Творчий шлях
Деович почала працювати на Радіо Сараєво в 1960 році, а через два роки випустила свій перший альбом. До смерті жила і працювала в Сараєво.
У дитинстві Деович приєдналась до молодіжного культурного клубу Фочи та в 1953 році почала виступати з ними у великих містах Югославії. Під час гастролей вона виступала разом із відомими народними співачками того часу. У 1960 році вона повернулася до Сараєва для навчання в школі та прослуховувалась на Радіо Сараєво. Вона отримала контракт. Деович випустила свій дебютний студійний альбом 11 грудня 1962 року. Протягом своєї кар'єри була частою учасницею щорічного музичного фестивалю в Іліджі, а також багатьох інших музичних фестивалів у регіоні.
Деович померла у 76 років після тривалої хвороби 30 жовтня 2015 року в Сараєво.

### Студійні альбоми
- Dvije su se vode zavadile (1976)
- Zehrin sevdah (1982)
- Kad procvatu (1990)